# Claire Stansfield
Pour les articles homonymes, voir Stansfield.
Claire Stansfield, né le 27 août 1964 à Londres, est une actrice et styliste britannique.

## Biographie
Claire Stansfield passe l'essentiel de sa jeunesse à Toronto. Elle travaille comme mannequin avant d'étudier à la Central School of Speech and Drama de Londres et de partir pour Hollywood afin de tenter sa chance comme actrice. Elle apparaît dès lors dans des premiers rôles dans plusieurs films d'action de série B des années 1990 et tient un rôle récurrent de méchante dans la série Xena, la guerrière.
En 2002, elle arrête sa carrière d'actrice pour fonder C&C California, une ligne de vêtements.

## Filmographie

### Cinéma
- 1991 : The Doors : Warhol Eurosnob
- 1992 : Le Maître d'armes : Julie
- 1993 : Best of the Best 2 : Greta
- 1994 : The Favor : Miranda
- 1994 : Drop Zone : Kara
- 1995 : Gladiator Cop : Julie
- 1995 : Peur panique : Joanne
- 1997 : Steel : Duvray
- 1997 : Darkdrive : Tilda
- 1998 : Les Démineurs : Michelle Flynn

### Télévision
- 1990 : Twin Peaks (série télévisée, saison 2 épisodes 4 et 5) : Sid
- 1991 : Flash (série télévisée, saison 1 épisode 20) : Alpha
- 1992 : Red Shoe Diaries (série télévisée, saison 1 épisode 10) : Evan
- 1993 : Raven (série télévisée, saison 2 épisode 9) : Martha Kelsy
- 1993 : X-Files : Aux frontières du réel (série télévisée, saison 1 épisode Le Diable du New Jersey) : la femme sauvage
- 1994-2001 : Frasier (série télévisée, saison 1 épisode 14 et saison 9 épisode 2) : Kristina Harper
- 1996 : Cybill (série télévisée, saison 2 épisode 14) : Dolores
- 1998 : Les jumelles s'en mêlent (série télévisée, saison 1 épisode 9) : Tarah James
- 1998-2001 : Xena, la guerrière (série télévisée, 6 épisodes) : Alti